# Нечепа Василь Григорович
Васи́ль Григо́рович Нече́па (*1 вересня 1950, Носівка) — український кобзар, лірник, народний співак, лауреат Національної премії імені Тараса Шевченка, заслужений артист України (1996), народний артист України (2008).

## Освіта і кар'єра
Найперші уроки отримав у своїй родині, а трохи згодом — у місцевого таланта, народного скрипаля Олександра Сопіги (1892—1971). У юнацькі роки навчався в музичній школі й училищі Чернігова, де його найкращим учителем був Заслужений артист України Леонід Пашин (1925—2004). Надалі талант Василя Нечепи шліфували уроки народного артиста України С.Козака, професора Київської консерваторії. А грі на кобзі й лірі навчався у майстра світової слави Олександра Корнієвського, який, своєю чергою, засвоїв таємниці кобзарського та лірницького мистецтва від славетного Терентія Пархоменка.
Разом з народним депутатом України Анатолієм Єрмаком стояв біля витоків Всеукраїнського товариства Нестора Махна «Гуляй-Поле». Останніми роками — з 2003-го — працює у Міжрегіональній академії управління персоналом (МАУП).

## Творчість
З 1967 року В. Нечепа працював у багатьох колективах. Був солістом ансамблю пісні й танцю радянських військ у Німеччині, заслуженого народного хору «Десна», виступав у Чернігівському народному хорі й у фольклорному ансамблі «Сівери» при Чернігівській філармонії, який сам і створив. З 1985 року виступає як кобзар-лірник-співак. Він випустив на професійну сцену десятки «Соколиків» Чернігівського гурту кобзариків.
Окрім дивовижного виконання ним народних пісень, вражає й сам репертуар. Окремі твори сягають часів гомерівської «Ілліади», а то й індоарійської «Рамаяни». Так, у пісні «Ой, зійди, місяць…» йдеться про сватання дівчини до хлопця, яку неприхильна до неї мати віднаджує конем вороним.

### Друковані видання
Василь Нечепа є автором-упорядником художньо-публіцистичного твору «Рід козацький величавий», який вийшов 2011 року у видавництві «ЕММА». Вступне слово до цієї книги написав третій Президент України Віктор Ющенко, передмову — академік НАН України Микола Жулинський. Книга видана накладом 1 тисяча примірників, обсяг — 560 сторінок.

### Кобзарська школа
Василь Нечепа — унікальний співак-музикант, нині єдиний представник старосвітської (але розвинутої ним!) чернігівської кобзарської школи, яку Гнат Хоткевич, загальновизнаний авторитет з історії кобзарства, вважав найдавнішою в Україні. Він — прямий спадкоємець і продовжувач творчості Т. Пархоменка та його учня-лірника А. Гребеня.

## Інструмент
Кобза Василя Нечепи унікальніша, бо має на бунтах лади, а на приструнках — півтонові перемикачі. Стрій цієї кобзи діатонічний: 7 бунтів та 16 приструнків. Це дає можливість грати на діатонічному інструменті в багатьох тональностях. Кобзу Нечепі виготовив за його особистим кресленням з кобзи Пархоменка Микола Єщенко, знаний у всьому світі.
Ліра Василя Нечепи виговлена на його замовлення на Мельнице-Подільській експериментальній фабриці музичних інструментів за зразком стародавніх українських колісних лір. Вона вдосконалена хроматичною клавіатурою, яка дає змогу грати в мінорі та мажорі без перенастроювання.

## Відзнаки
За концертну програму «В рокотанні, риданні бандур» отримав Державну премію України імені Тараса Шевченка (2006).
Народний артист України (2008).
Лауреат літературно-мистецької премії імені І. Нечуя-Левицького.

## Галерея

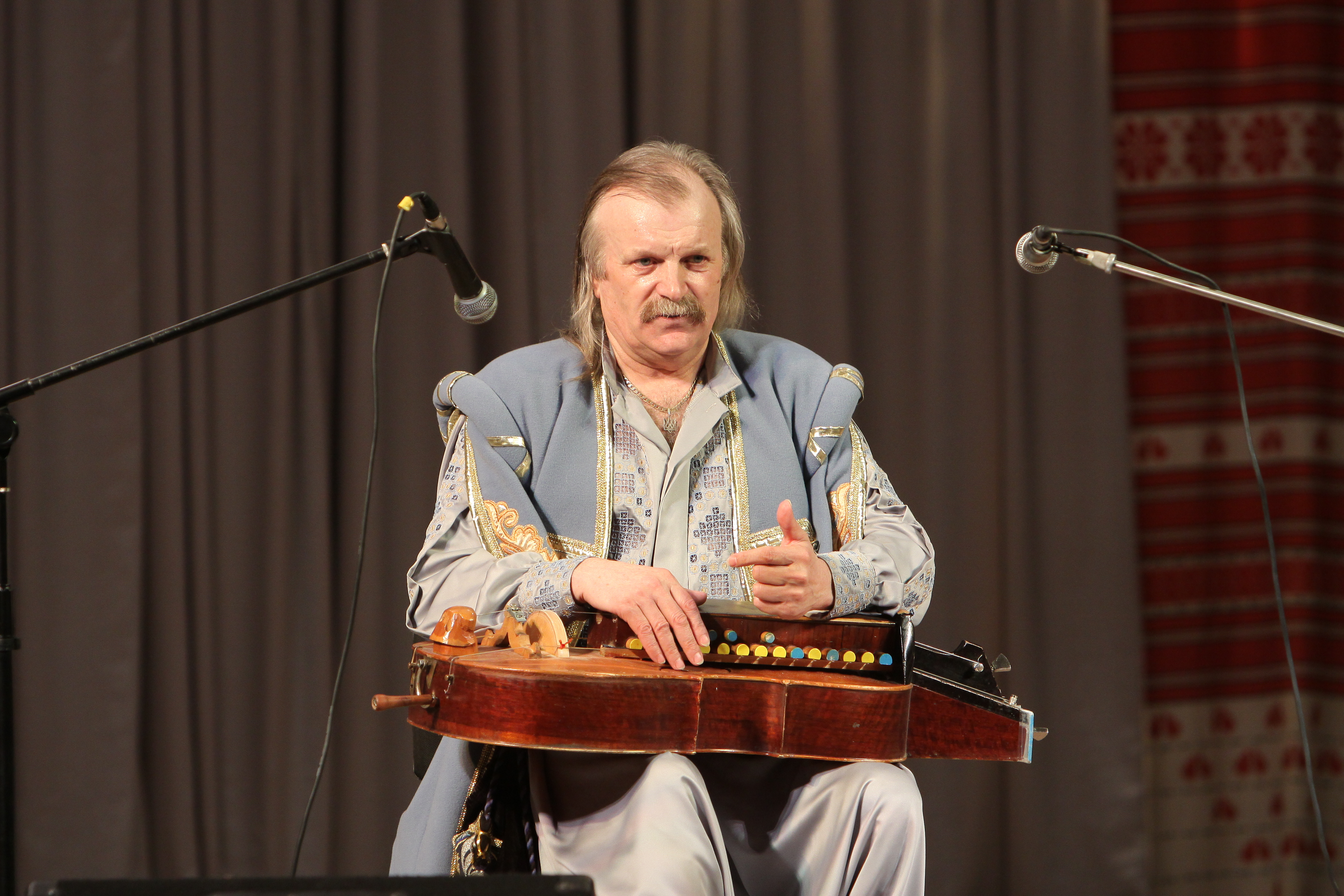
Василь Нечепа під час концерту
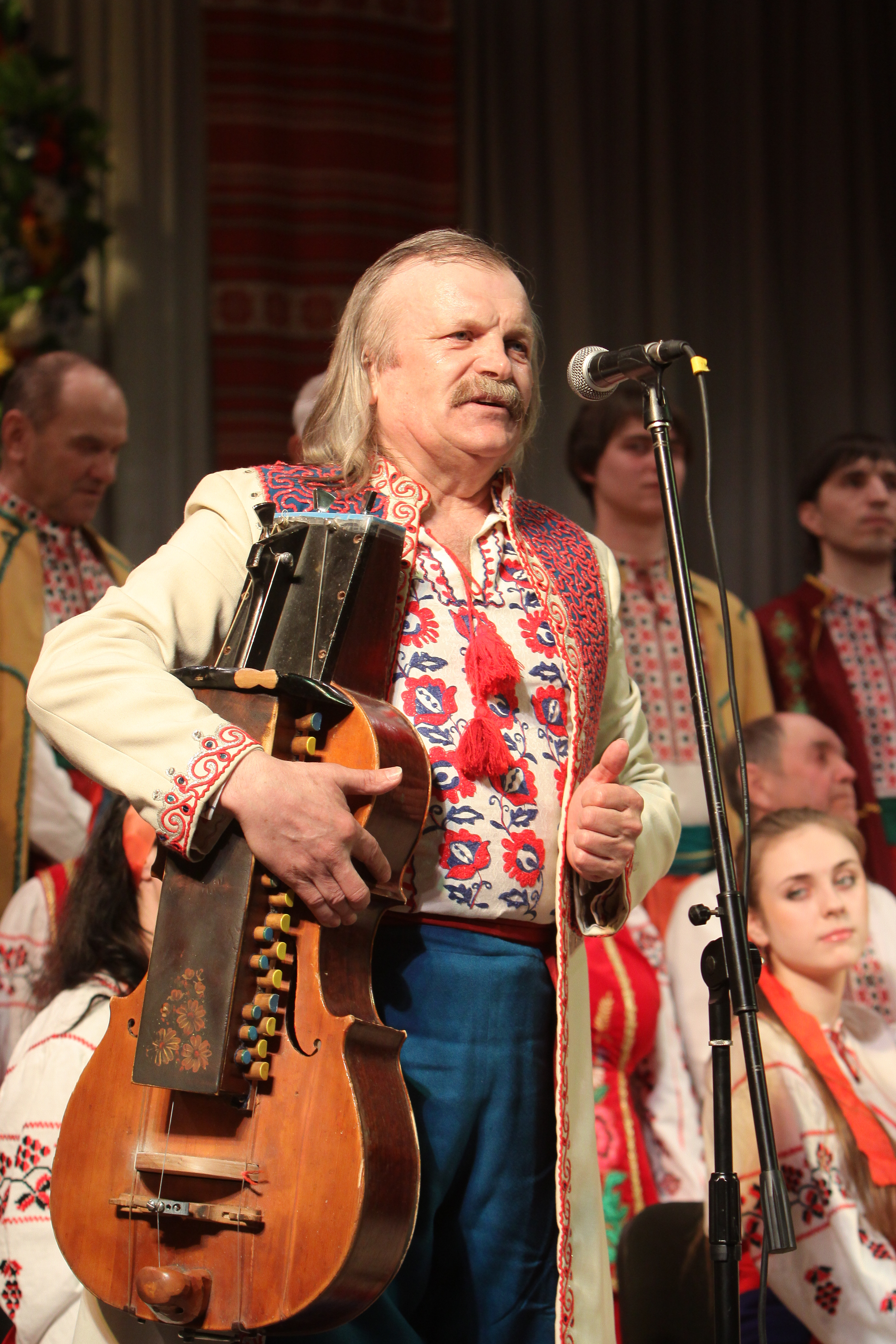
Василь Нечепа під час концерту
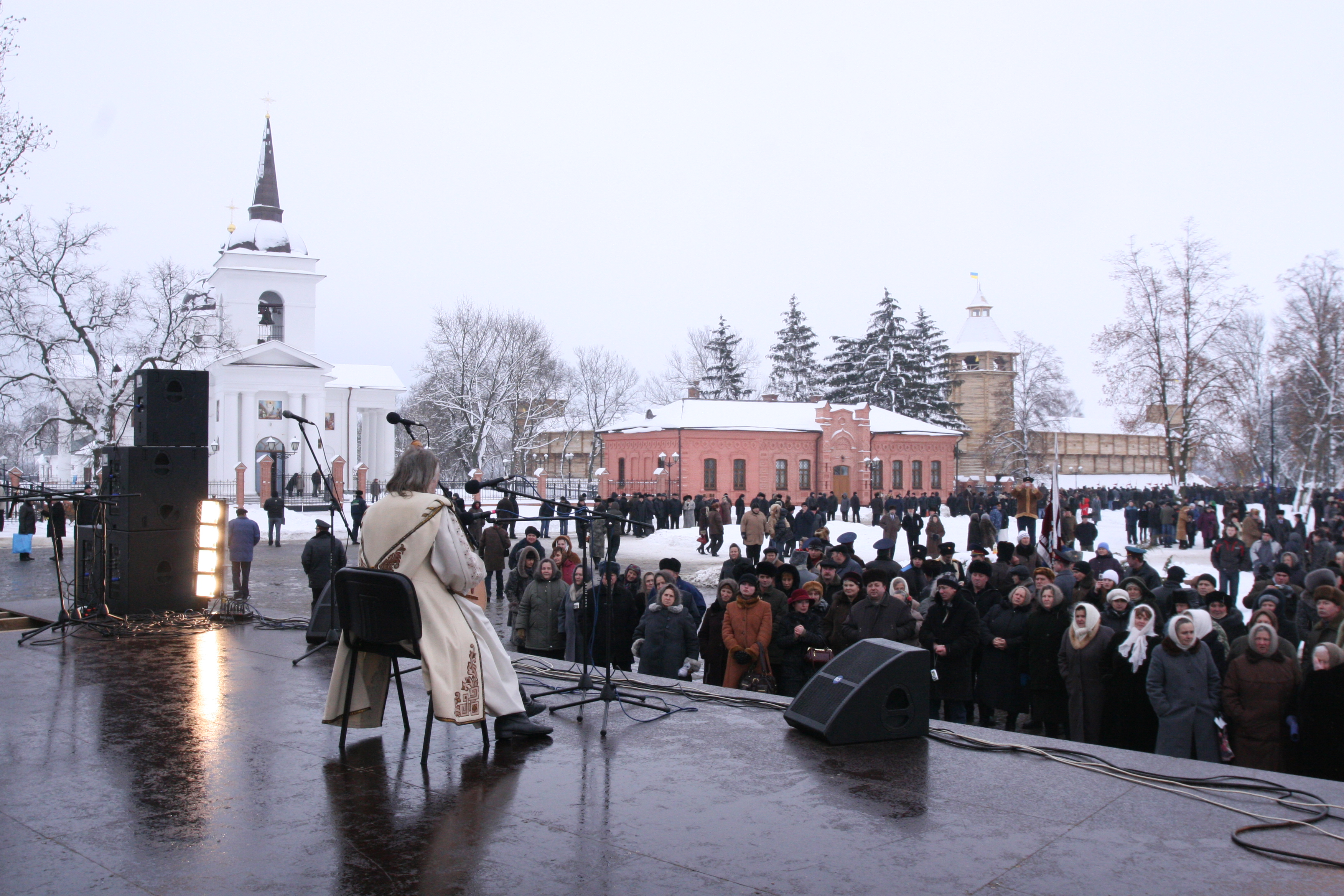
Василь Нечепа активний учасник патріотичних заходів
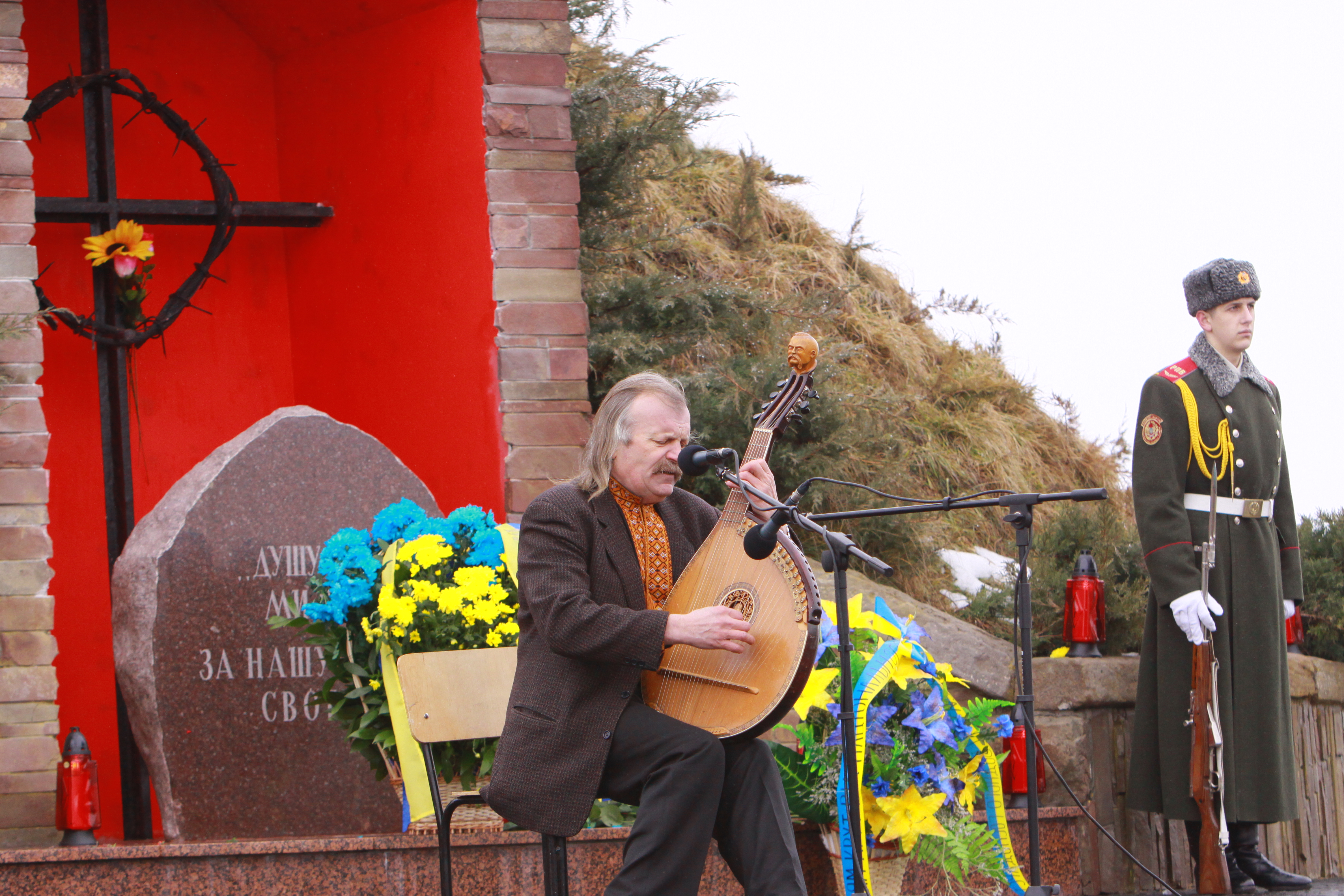
Василь Нечепа активний учасник патріотичних заходів
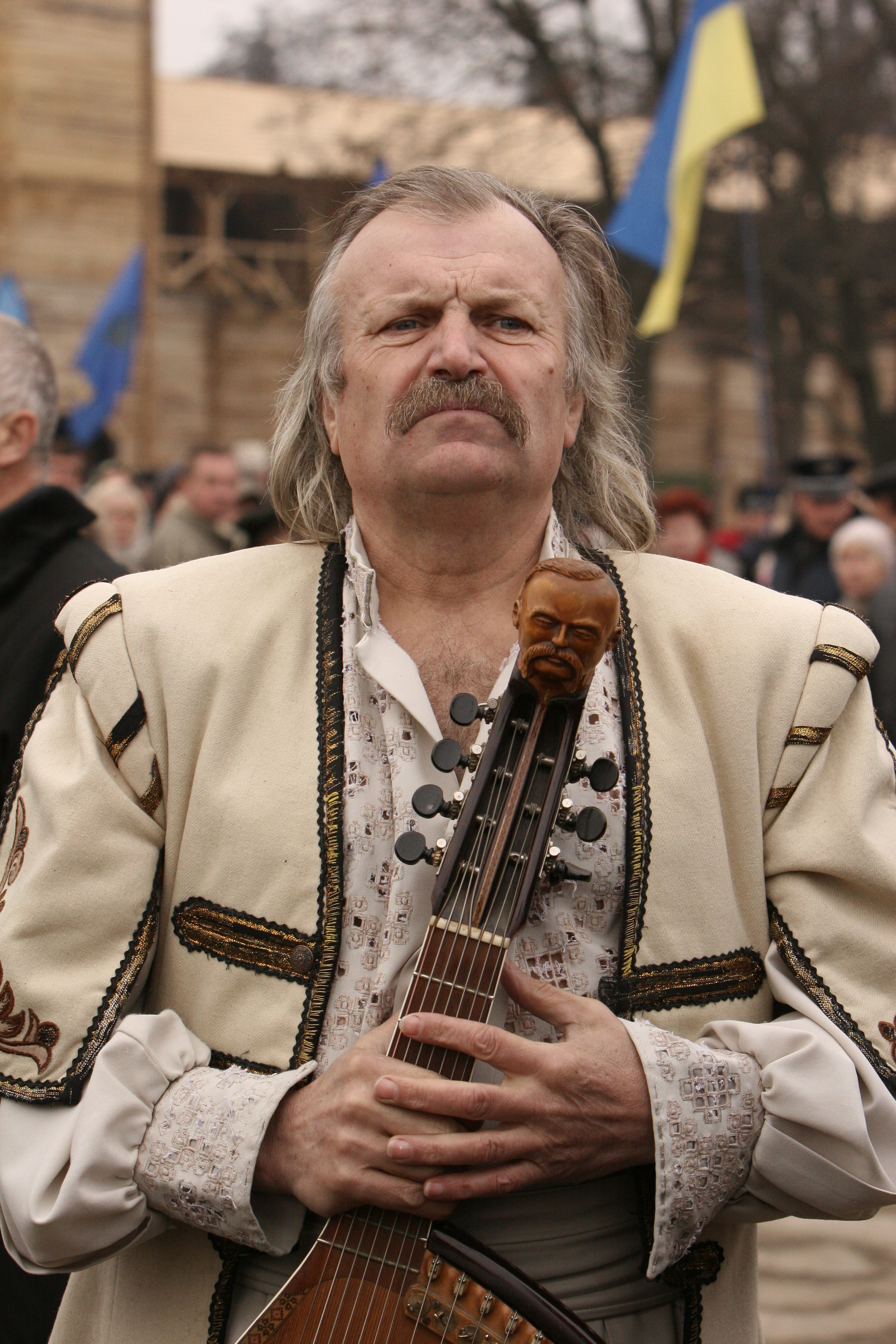
Василь Нечепа активний учасник патріотичних заходів
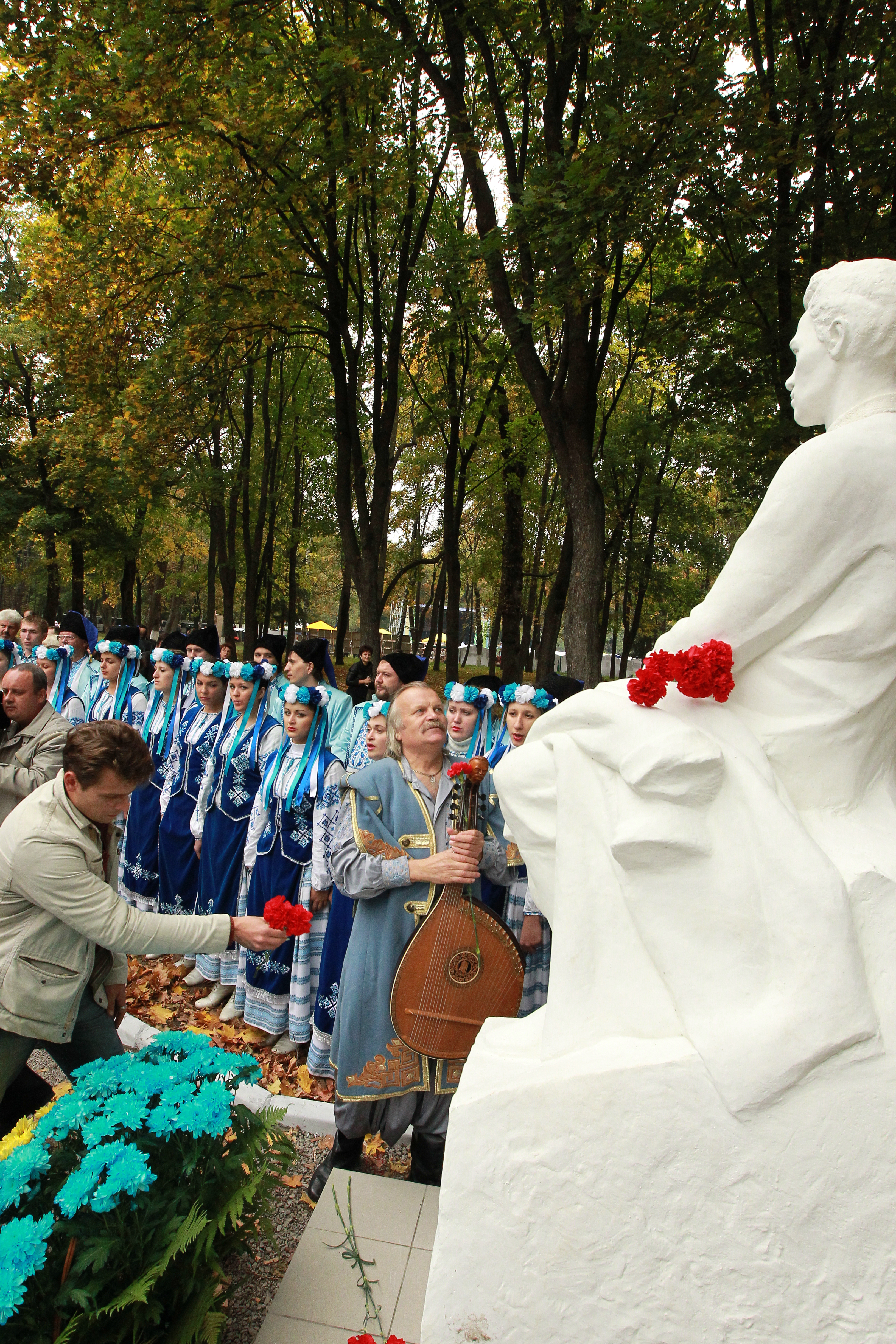
Василь Нечепа активний учасник патріотичних заходів
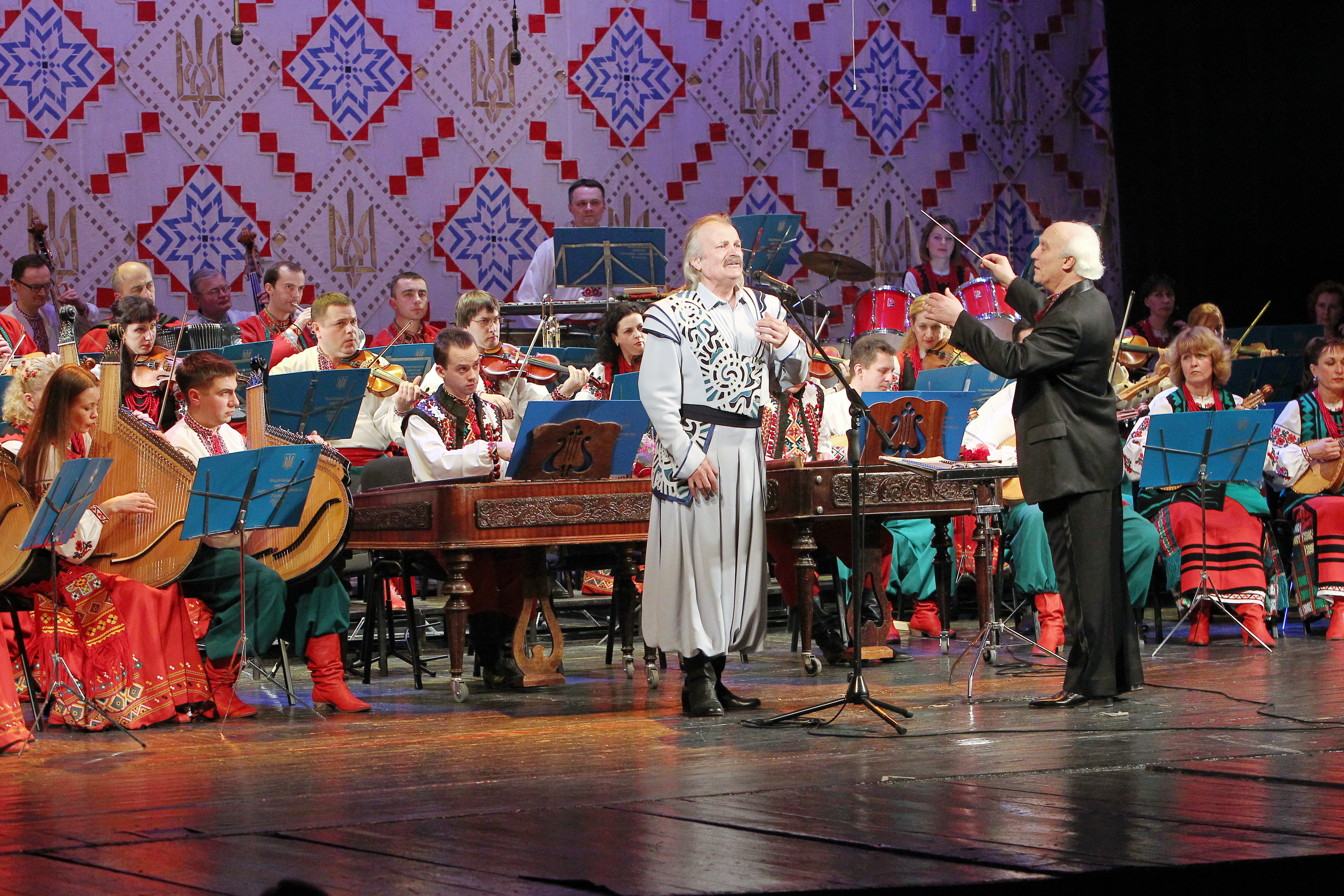
Василь Нечепа під час концерту
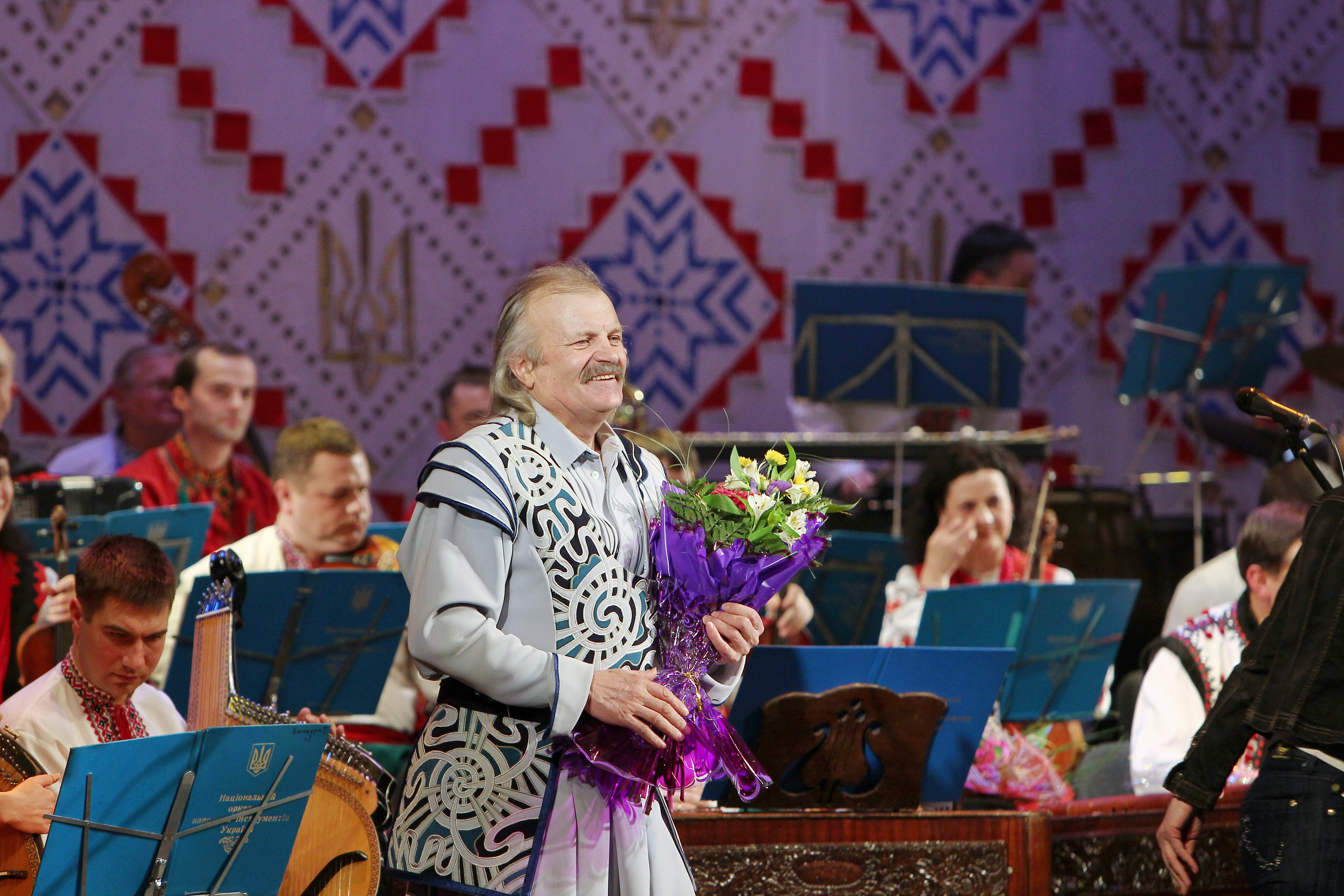
Василь Нечепа під час концерту
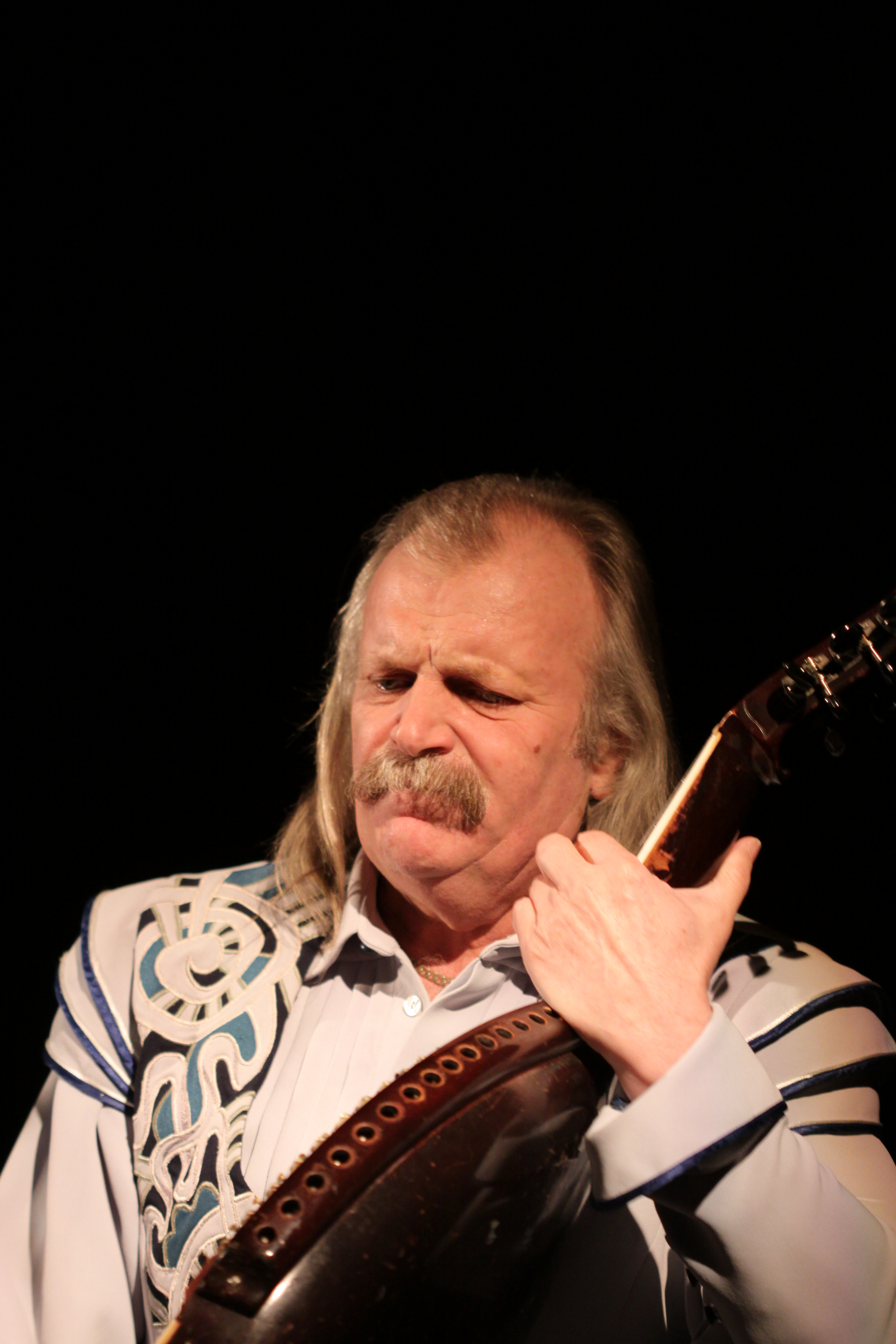
Василь Нечепа під час концерту
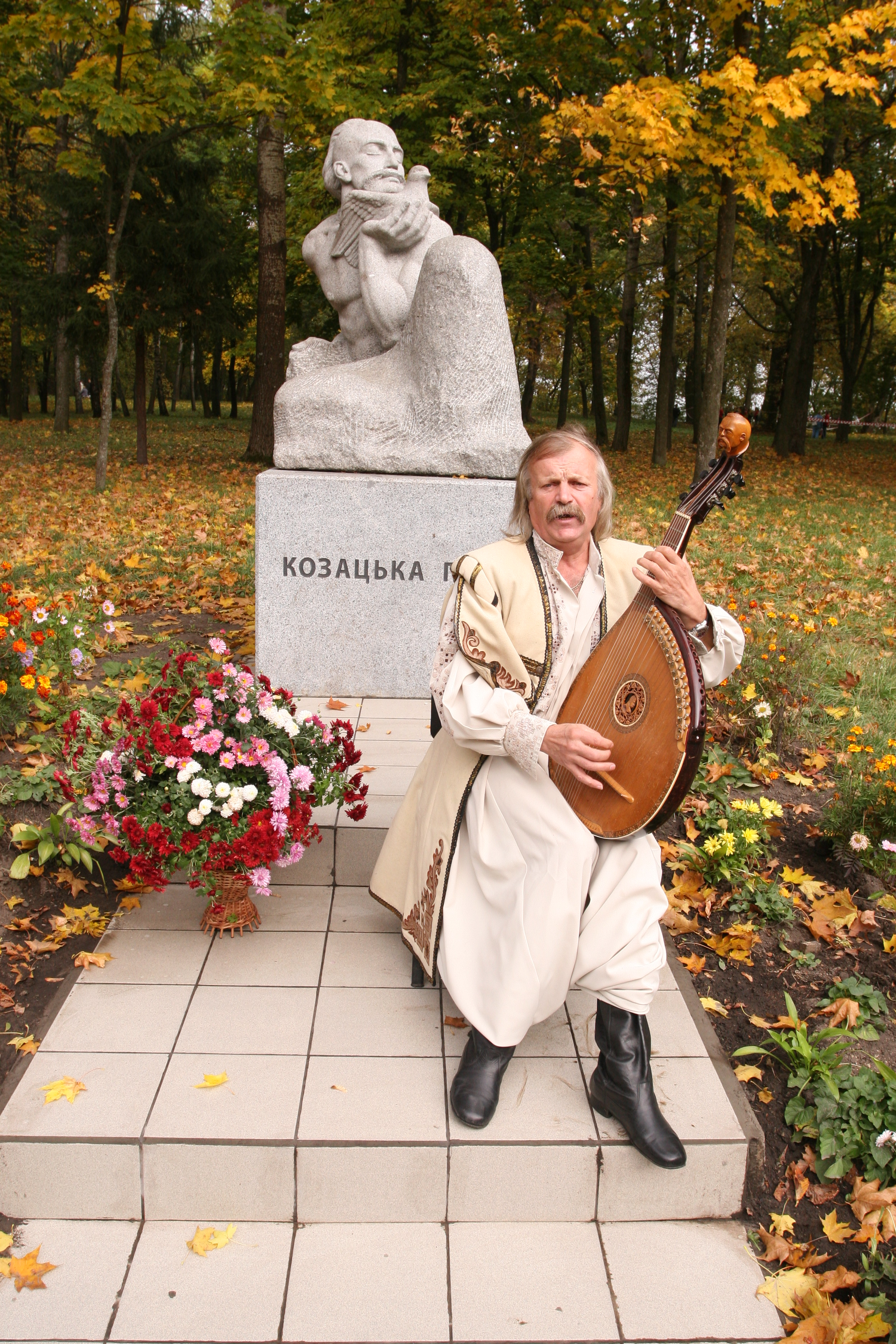
Василь Нечепа